# Diabigué
Diabigué è un comune rurale del Mali facente parte del circondario di Nioro du Sahel, nella regione di Kayes.
Il comune è composto da 14 nuclei abitati:
- Assamangatéré
- Diabigué
- Diguera Maure
- Djélidoundalah
- Dougué Dabaye
- Hamar Ould Sidi
- Kheriguedé
- Kidinga
- Madina Koura
- Magonith
- Merimidi
- Naha Kara
- Seye
- Troungoumbé Maure